# Patenfirma
 (septembre 2018).
Une Patenfirma en français : « entreprise de tutelle » ou une Leitfirma en français : « entreprise guide » est, pendant la Seconde Guerre mondiale, une entreprise allemande chargée d'encadrer une entreprise installée dans un territoire occupé. Par cette disposition, l'Allemagne nazie souhaite exploiter au mieux le potentiel industriel des territoires qu'elle contrôle à la suite de ses conquêtes du début du conflit mondial, avec l'accord des gouvernements collaborateurs.
Par opposition à une Leitfirma, qui pouvait commander tout un ensemble d'entreprises, une Patenfirma avait la tutelle d'une seule entreprise française.

## En France
Il s'agit d'un des moyens mis en œuvre conjointement par l'Allemagne et le Régime de Vichy pour assurer la collaboration économique. Le système est largement répandu, puisque jusqu’à la fin de 1943, 222 entreprises allemandes furent nommées Patenfirmen et Leitfirmen pour 710 usines françaises. Après l'accord Speer-Jean Bichelonne intervenu le 15 septembre 1943, le système, d'abord limité à la zone occupée, est étendu à l'ancienne zone libre.

## Exemples
En France
- Daimler-Benz, entreprise de tutelle de Renault[4].
- Büssing-NAG, première Patenfirma de Berliet.
- Hanomag, seconde Patenfirma de Berliet.

- Lorenz (en), entreprise de tutelle de LMT, filiale française de l'américain ITT.